# 梁槿煥
梁槿煥（韓語：양근환；1894年5月9日—1950年9月），又名梁泰煥（양태환）、梁三成（양삼성），日治朝鮮時代朝鮮半島獨立運動家，大韓民國政治家。日本名石井勝三郎。

## 生涯
他本名梁三成，生於黃海道延白郡，是天道教信徒。曾參加三一獨立運動，並於同年9月入讀日本東京早稻田大學政治經濟系。
三・一運動後朝鮮人要求獨立之聲大增，獨立運動組織相繼組成。當時閔元植等人組成國民協會進行参政権請願運動，日本政府以懷柔政策應對，提出內鮮一體，朝鮮人有與日本人一樣的櫂利。
國民協會的主張被獨立運動家視為欺瞞之策，閔元植等人也被視為親日派。1921年2月16日，梁槿煥提出與閔元植見面，當時閔元植於東京進行參政權署名運動，兩人面談時梁槿煥突然以小刀刺向閔元植，閔元植不久因出血過多而死。
梁槿煥事後從東京逃往長崎市，欲乘船逃往上海時被捕，被判無期懲役刑，於1933年出獄，1945年韓國獨立後回國，創建右翼的韓國民主黨。1950年在朝鮮戰爭退往京畿道坡州市時，被朝鮮人民軍俘虜並在人民裁判後被處決。
1980年被追贈建國勳章獨立章。